# رزت ولیج
رزت ولیج (به انگلیسی: Rossett) یک منطقهٔ مسکونی در بریتانیا است که در Wrexham County Borough واقع شده‌است. رزت ولیج ۳٬۲۳۱ نفر جمعیت دارد.